# Amerila astraea
Amerila astraea là một loài bướm đêm thuộc phân họ Arctiinae, họ Erebidae.